# جورج آکروپلیتس
جورج آکروپلیتس (یونانی: George Akropolites؛ ۱ ژانویهٔ ۱۲۱۷ – ۰ اوت ۱۲۸۲) سیاستمدار، نویسنده، دیپلمات، و تاریخ‌نگار اهل امپراتوری روم شرقی بود که کتاب Annals اثر اوست.